# Dysdera flagellata
Dysdera flagellata är en spindelart som beskrevs av Manfred Grasshoff 1959. Dysdera flagellata ingår i släktet Dysdera och familjen ringögonspindlar.
Artens utbredningsområde är Italien. Inga underarter finns listade i Catalogue of Life.